# Hermann Darsow († 1404)
Hermann Darsow († 1404 in Lübeck) war ein Lübecker Kaufmann, Ratsherr und Mitbegründer der Zirkelgesellschaft.
Darsow war Sohn eines Lübecker Bürgers gleichen Namens und wurde 1386 in den Rat der Stadt erwählt. Er vertrat Lübeck als Ratsherr 1394 in Rostock, 1397 gemeinsam mit dem Bürgermeister Hinrich Westhof in Sachen der Lüneburger Sate in Lüneburg, wo er auch 1401 noch einmal als Gesandter der Stadt tätig war.
Hermann Darsow gehörte 1374 einem Konsortium von sechs Lübecker Bürgern an, die dem Kölner Erzbischof Friedrich III. von Saarwerden 5000 Gulden liehen; die Rückzahlung erfolgte teilweise über den Kölner Juden Isaak von Montjoie. Hermann erwarb gemeinsam mit seinem Bruder Gerhard 1382 die Hälfte des Dorfes Krummesse sowie die Hälfte von Niemark und einen Anteil am Beidendorfer See für 800 Mark. 1402 kaufte er mit seinem Bruder Johann das Dorf Stubben für 200 Mark.
Er war zweimal verheiratet. Das erste Mal mit einer Tochter des Johann Spiker, zum zweiten Mal mit einer Tochter des Nicolaus Molenstrate; aus dieser Ehe entstammte sein Sohn, der spätere Ratsherr Hermann Darsow († 1456). 1375–1392 bewohnte er das Haus Königstraße 57, danach die Königstraße 91.